# Ангиостронгилёз
Ангиостронгилёз (Ангиостронгилидоз, angiostrongylidosis) — гельминтоз из группы нематодозов, характеризующийся поражением головного мозга.

## Этиология
Возбудитель — нематода Angiostrongylus cantonensis — паразит крыс. Личинки гельминта выделяются в окружающую среду с калом. Пресноводные и наземные моллюски — промежуточные хозяева, креветки и крабы — так называемые резервуарные хозяева.
Заболевания эндемичны во многих странах Юго-Восточной Азии (Вьетнам, Таиланд, Малайзия, Индонезия, Китай, Япония, Филиппины), в Тихоокеанском регионе (Австралия), Центральной и Южной Америке (Куба, Пуэрто-Рико, Бразилия), Африке (о. Мадагаскар), Ближнем Востоке (Египет).
Человек заражается при употребление в пищу различных видов моллюсков, крабов и креветок в сыром или полусыром виде.

## Патогенез
Паразит вызывает эозинофильные менингоэнцефалиты. Нередко личинок находят в спинном и головном мозге, передней камере глаза.
Проникнув в ЦНС, паразиты со временем гибнут. Однако они успевают вызвать патологические изменения, которые в тяжелых случаях становятся причиной стойких неврологических нарушений и даже смерти. Миграция личинок сопровождается протеолизом, формированием эозинофильных инфильтратов и кровоизлияниями. В последующем вокруг погибших паразитов образуются очаги некроза и гранулёматозного воспаления. Инкубационный период составляет от 2 до 35 сут.
Характерна сильная головная боль (с внезапным или постепенным началом), которая может локализоваться в области лба, затылка или висков. Отмечаются также ригидность затылочных мышц, тошнота, рвота, парестезии. Изредка наблюдаются лихорадка, поражение глазодвигательных и других черепных нервов, эпилептические припадки, параличи, спутанность сознания.
Часто развивается сонливость. Больного лихорадит, температура тела повышается до 38 — 39 °С. Такое состояние может продолжаться до 4 недель.
В тяжёлых случаях возможен смертельный исход.